# باول جاي كيرن
باول جاي كيرن (بالإنجليزية: Paul J. Kern)‏ هو عسكري أمريكي، ولد في 16 يونيو 1945 في نيوجيرسي في الولايات المتحدة.